# Zgornje Slemene
Zgornje Slemene – wieś w Słowenii, w gminie Šentjur. W 2018 roku liczyła 12 mieszkańców.